# من را بلاتکلیف نگه می‌داری
«من را بلاتکلیف نگه می‌داری» (به انگلیسی: You Keep Me Hangin' On) ترانه‌ای ساختهٔ هالند-دوزیر-هالند است. این قطعه اولین بار در سال ۱۹۶۶ توسط گروه آمریکایی سوپریمز ضبط شد و در زمان انتشارش صدرنشین بیلبورد هات ۱۰۰ شد. یک سال بعد گروه راک ونیلا فاج ترانه را کاور کردند که نسخهٔ آن‌ها تا ردهٔ ششم آن جدول صعود کرد. در سال ۱۹۸۶ کیم وایلد نسخهٔ دیگری از «من را بلاتکلیف نگه می‌داری» را ضبط و منتشر کرد که در ژوئن ۱۹۸۷ شمارهٔ ۱ بیلبورد هات ۱۰۰ شد. در ۳۲ سال اول تأسیس جدول‌های بیلبورد، «من را بلاتکلیف نگه می‌داری» یکی از شش آهنگی بود که دو نسخهٔ مختلف آن شمارهٔ ۱ بیلبورد هات ۱۰۰ شدند.

## نسخهٔ سوپریمز
«من را بلاتکلیف نگه می‌داری» اولین‌بار در سال ۱۹۶۶ توسط سوپریمز برای لیبل موتاون ضبط شد. این تک‌آهنگ در مقایسه با اثر قبلی آن‌ها به‌نام «نمی‌توانی در عاشقی عجله کنی» که از عناصر سؤال و چوابی موسیقی گاسپل استفاده می‌کرد متفاوت بود و بیشتر حال و هوای پروتو فانک و ریتم اند بلوز داشت.

### بازخورد
«من را بلاتکلیف نگه می‌داری» اولین تک‌آهنگی بود که از آلبوم سال ۱۹۶۷ سوپریمز با نام  سوپریمز هالند-دوزیر-هالند می‌خوانند منتشر شد. این اثر به هشتمین تک‌آهنگ شمارهٔ یک آن‌ها تبدیل شد و از ۱۹ تا ۲۶ نوامبر ۱۹۶۶ به‌مدت دو هفته در صدر جدول بیلبورد هات ۱۰۰ قرار گرفت و در جدول تک آهنگ‌های بریتانیا هم تا ردهٔ هشتم صعود کرد. نسخهٔ سوپریمز در رتبهٔ ۳۳۹ فهرست ۵۰۰ ترانه برتر تمام دوران مجلهٔ رولینگ استون جای گرفته است.

### موقعیت در چارت‌های موسیقی
| چارت (۱۹۶۶–۱۹۶۷)                                    | بالاترین جایگاه |
| --------------------------------------------------- | --------------- |
| استرالیا (گو-ست)                                    | ۲۷              |
| استرالیا (کنت میوزیک ریپورت)                        | ۲۹              |
| بلژیک (اولتراتاپ ۵۰ والونی)                         | ۱۲              |
| تک‌آهنگ‌های برتر کانادا (آرپی‌ام)                      | ۳               |
| ایسلند (ایسلنسکی لیستین)                            | ۹               |
| ایرلند (ایرما)                                      | ۱۶              |
| مالزی (بیلبورد)                                     | ۹               |
| هلند (۴۰ آهنگ برتر)                                 | ۲۶              |
| نیوزیلند (لیسِنِر)                                    | ۱۸              |
| سنگاپور (بیلبورد)                                   | ۲               |
| تک‌آهنگ‌های بریتانیا (اوسی‌سی)                         | ۸               |
| آراندبی بریتانیا (رکورد میرور)                      | ۱               |
| بیلبورد هات ۱۰۰ ایالات متحده                        | ۱               |
| ترانه‌های داغ آراندبی/هیپ-هاپ ایالات متحده (بیلبورد) | ۱               |
| ایالات متحدهٔ آمریکا کَش‌باکس تاپ ۱۰۰                  | ۱               |
| ایالات متحدهٔ آمریکا کَش‌باکس آراندبی                  | ۲               |
| ایالات متحدهٔ آمریکا تاپ ۱۰۰ رکورد ورلد              | ۱               |
| ایالات متحدهٔ آمریکا تاپ ۵۰ آراندبی رکورد ورلد       | ۱               |

| چارت (۱۹۸۶)                 | بالاترین جایگاه |
| --------------------------- | --------------- |
| تک‌آهنگ‌های بریتانیا (اوسی‌سی) | ۹۱              |

| چارت (۲۰۱۰)                                     | بالاترین جایگاه |
| ----------------------------------------------- | --------------- |
| نروژ (وی‌جی-لیستا) Superstars feat. The Supremes | ۸               |

| چارت (۱۹۶۶)                         | جایگاه |
| ----------------------------------- | ------ |
| ایالات متحدهٔ آمریکا بیلبورد هات ۱۰۰ | ۳۰     |

### میزان فروش
| منطقه                                   | گواهی | واحد گواهی‌شده/فروش |
| --------------------------------------- | ----- | ------------------ |
| بریتانیا Digital sales and streams only | —     | ۸۴٬۰۰۰             |
| ایالات متحدهٔ آمریکا                     | —     | ۱٬۰۰۰٬۰۰۰          |

## نسخهٔ کیم وایلد
«من را بلاتکلیف نگه می‌داری» در سال ۱۹۸۶ با تنظیم به‌روز شده توسط خوانندهٔ انگلیسی کیم وایلد کاور شد. نسخهٔ وایلد یک بازآفرینی کامل بود و آهنگ موتاونی سوپریمز را به یک قطعهٔ های-انرژی دههٔ هشتادی تبدیل کرد.

### بازخورد
این قطعه در قالب دومین تک‌آهنگ از پنجمین آلبوم استودیویی وایلد با نام قدمی دیگر منتشر شد. تک‌آهنگ در بریتانیا، (خاستگاه وایلد)، و در استرالیا صدرنشین چارت‌های موسیقی شد. این آهنگ همچنین پس از «بچه‌ها در آمریکا» (۱۹۸۱) دومین و آخرین اثر وایلد بود که جزو ۴۰ تک‌آهنگ برتر ایالات متحده می‌شد. «من را بلاتکلیف نگه می‌داری» در ژوئن ۱۹۸۷ به مدت یک هفته شمارهٔ ۱ بیلبورد هات ۱۰۰ بود و تا به امروز موفق‌ترین آهنگ او در آن کشور بوده است. نسخهٔ وایلد در انتهای سال به عنوان سی و چهارمین اثر پرفروش سال ۱۹۸۷ بیلبورد هات ۱۰۰ شناخته شد. «من را بلاتکلیف نگه می‌داری» با فروش بیش از ۲۵۰٬۰۰۰ نسخه گواهی فروش نقرهٔ اتحادیهٔ صنعت فونوگرافی بریتانیا را دریافت کرد.

### موزیک ویدئو
ویدئوی نسخهٔ کیم وایلد او را دراز کشیده روی تخت بزرگی در یک اتاق تاریک نشان می‌دهد. سپس در حالی که آهنگ را می‌خواند از تخت برخاسته و متوجه می‌شود که توسط مرد عجیبی که دیوارهای اطراف او را می‌شکند تهدید می‌شود.

### موقعیت در چارت‌های موسیقی
| چارت (۱۹۸۶–۱۹۸۷)                           | بالاترین جایگاه |
| ------------------------------------------ | --------------- |
| استرالیا (کنت میوزیک ریپورت)               | ۱               |
| اتریش (او۳ تاپ ۴۰ اتریش)                   | ۲۰              |
| بلژیک (اولتراتاپ ۵۰ فلاندرز)               | ۱۶              |
| تک‌آهنگ‌های برتر کانادا (آرپی‌ام)             | ۱               |
| دانمارک (هیت‌لیستن)                         | ۳               |
| اروپا (یوروچارت هات ۱۰۰)                   | ۳               |
| فرانسه (اس‌ان‌ئی‌پی)                          | ۱۹              |
| ایرلند (ایرما)                             | ۲               |
| هلند (۴۰ آهنگ برتر)                        | ۱۷              |
| هلند (۱۰۰ تک‌آهنگ برتر)                     | ۱۷              |
| نیوزیلند (ریکوردد میوزیک ان‌زد)             | ۱۲              |
| نروژ (وی‌جی-لیستا)                          | ۱               |
| سوئیس (شوایزر هیت‌پاراد)                    | ۲               |
| تک‌آهنگ‌های بریتانیا (اوسی‌سی)                | ۲               |
| بیلبورد هات ۱۰۰ ایالات متحده               | ۱               |
| بزرگسالان معاصر ایالات متحده (بیلبورد)     | ۳۰              |
| ترانه‌های باشگاه رقص ایالات متحده (بیلبورد) | ۶               |
| فروش تک‌آهنگ‌های رقص ایالات متحده (بیلبورد)  | ۵               |
| ایالات متحدهٔ آمریکا کَش‌باکس تاپ ۱۰۰         | ۲               |
| آلمان غربی (جدول‌های رسمی آلمان)            | ۸               |

| چارت (۱۹۸۶)                       | جایگاه |
| --------------------------------- | ------ |
| تک‌آهنگ‌های بریتانیا (آفیشال چارتس) | ۳۴     |

| چارت (۱۹۸۷)                                         | جایگاه |
| --------------------------------------------------- | ------ |
| استرالیا (میوزیک ریپورت)                            | ۶      |
| تک‌آهنگ‌های برتر کانادا (آرپی‌اِم)                      | ۲۴     |
| ایالات متحدهٔ آمریکا بیلبورد هات ۱۰۰                 | ۳۴     |
| تک‌آهنگ‌های هات کراس‌آور ایالات متحدهٔ آمریکا (بیلبورد) | ۲۱     |
| فروش تک‌آهنگ‌های رقص ایالات متحدهٔ آمریکا (بیلبورد)    | ۱۲     |
| ایالات متحدهٔ آمریکا کَش‌باکس تاپ ۱۰۰                  | ۱۷     |

### گواهی‌های فروش
| منطقه                             | گواهی  | واحد گواهی‌شده/فروش |
| --------------------------------- | ------ | ------------------ |
| کانادا (میوزیک کانادا)            | Gold   | ۵۰٬۰۰۰^            |
| بریتانیا (بی‌پی‌آی)                 | Silver | ۲۵۰٬۰۰۰            |
| ^ رقم توزیع تنها بر پایهٔ گواهی‌ها. |        |                    |